# Iwakura

Localização de Iwakura na província de Aichi

Iwakura (岩倉市; -shi)  é uma cidade japonesa localizada na província de Aichi.
Em 2012 a cidade tem uma população estimada em 48 076 habitantes e uma densidade populacional de 4 545,95 h/km². Tem uma área total de 10,49 km².
Recebeu o estatuto de cidade a 1 de Dezembro de 1971.

## Transportes

### Ferrovias
- Meitetsu
  - Linha Inuyama

### Rodovias
- Rodovias expressas
  - Rodovia Expressa Meishin
- Rodovias Nacionais
  - Rodovia Nacional Rota 155